# Malbork (gemeente)
De gemeente Malbork is een landgemeente in het Poolse woiwodschap Pommeren, in powiat Malborski.
De gemeente bestaat uit 16 administratieve plaatsen solectwo: Cisy, Grobelno, Kałdowo-Wieś, Kamienica, Kamionka, Kościeleczki, Kraśniewo, Lasowice Małe, Lasowice Wielkie Agro Lawi, Lasowice Wielkie, Nowa Wieś Malborska, Pielica, Stogi, Szawałd, Tragamin, Wielbark
De zetel van de gemeente is in Malbork.

## Oppervlakte gegevens
In 2002 bedroeg de totale oppervlakte van gemeente Malbork 100,93 km², waarvan:
- agrarisch gebied: 82%
- bossen: 1%

De gemeente beslaat 20,41% van de totale oppervlakte van de powiat.

## Demografie
Stand op 30 juni 2004:
| Omschrijving                   | Totaal | Totaal | Vrouwen | Vrouwen | Mannen | Mannen |
| ------------------------------ | ------ | ------ | ------- | ------- | ------ | ------ |
| eenheid                        | aantal | %      | aantal  | %       | aantal | %      |
| inwoners                       | 3991   | 100    | 1959    | 49,1    | 2032   | 50,9   |
| bevolkingsdichtheid (inw./km²) | 39,5   | 39,5   | 19,4    | 19,4    | 20,1   | 20,1   |

In 2002 bedroeg het gemiddelde inkomen per inwoner 1291,25 zł.

## Aangrenzende gemeenten
Lichnowy, Malbork, Miłoradz, Nowy Staw, Stare Pole, Stary Targ, Sztum